# 清安寺 (土岐市)
清安寺（せいあんじ）は岐阜県土岐市泉町にある聖観世音菩薩を本尊とする曹洞宗の寺院。山号は高光山。美濃陶祖菩提寺として知られる。

## 歴史
天文年間に瀬戸の陶工加藤景光が天台宗の廃刹を庵に改めたのがその濫觴といわれ、その子で美濃陶祖と仰がれる加藤景延が瀬戸雲興寺十四世の居雲宗準を開山に招いて寺とした。
寺の立つ丘の斜面には元屋敷窯が築かれ、立地としても美濃焼と密接に結びついていた。
三世の高巌禅英は土岐郡三十三所巡礼の開創に携わったほか、当寺由来記および陶祖系図ならびに大窯取立由来書を著した。これらの著書は美濃焼の歴史を調べるうえで貴重な資料となっている。

## 寺宝
所蔵する特筆すべき陶器として、岡田新右衛門作花瓶と東利藤作の香立がある。

## 関連リンク
- 高光山 清安寺 公式サイト